# She's Leaving Home
She's Leaving Home è una canzone, scritta da Paul McCartney e John Lennon, pubblicata nel 1967 nell'album dei Beatles Sgt. Pepper's Lonely Hearts Club Band. McCartney scrisse e cantò la parte principale del brano e Lennon aggiunse i cori. Questa è una delle rare canzoni in cui i Beatles non suonano nessuno strumento; e altre sono Eleanor Rigby, Good Night e The Inner Light.

## Descrizione

### Origine e storia
Paul McCartney:
Mentre facevo sentire a John la canzone, lui ebbe l'idea del "coro greco", il punto di vista dei genitori: "Le abbiamo dedicato quasi tutta la nostra vita, le abbiamo dato tutto ciò che il denaro può comprare". Credo che potesse starci nella storia della fuga, avrebbe potuto essere una frase dei genitori. Poi c'è la famosa strofa circa "l'uomo della motorizzazione" (...a man from the motor trade); la gente ha sempre pensato che si trattasse di Terry Doran, che era un nostro amico che lavorava come venditore d'auto, ma era solo finzione, come il capitano in Yellow Submarine, non erano persone reali.»
L'articolo di giornale che McCartney menziona, fu preso dalla prima pagina del Daily Mirror, riguardo ad una ragazza di nome Melanie Coe, 17 anni. Nella vita reale, Melanie non incontrò "un uomo della motorizzazione", ma un croupier, e scappò di casa nel pomeriggio mentre i suoi genitori erano al lavoro. Fu ritrovata dieci giorni dopo perché si era fatta sfuggire dove lavorasse il suo ragazzo.

### Registrazione
Il giorno prima di quello deciso da McCartney per lavorare sull'arrangiamento degli archi per il brano, venne a conoscenza che George Martin non era disponibile per quella seduta. Così contattò Mike Leander, per rimpiazzare Martin. Fu la prima volta che una canzone dei Beatles non venne arrangiata e prodotta da George Martin. Martin rimase ferito dal comportamento di McCartney, ma produsse ugualmente il brano e la sezione d'archi. L'arpa fu suonata da Sheila Bromberg, prima musicista donna ad apparire su un disco del gruppo.

## Formazione
- Paul McCartney - voce raddoppiata, cori
- John Lennon - voce raddoppiata, cori

Altri musicisti
- Erich Gruenberg - violino
- Derek Jacobs - violino
- Trevor Williams - violino
- Jose Luis García - violino
- John Underwood - viola
- Stephen Shingles - viola
- Dennis Vigay - violoncello
- Alan Dalziel - violoncello
- Gordon Pearce - contrabbasso
- Sheila Bromberg - arpa

Crediti
- Mike Leander - arrangiamento sezione archi
- George Martin - produttore

## Cover
- Nel 1967, Harry Nilsson reinterpretò la canzone nel Pandemonium Shadow Show.
- Nel 1972, Syreeta interpretò il brano sull'album Syreeta.
- Nel 1976, Bryan Ferry reinterpretò la canzone per il documentario musicale All This and World War II.
- Nel 1978, Al Jarreau pubblicò una cover del brano sul suo album All Fly Home.
- Nel 1980, Mina pubblicò una cover del brano sul suo album Kyrie.
- Nel 1983, Richie Havens pubblicò la sua versione della canzone sul disco Richard P. Havens, 1983.
- Nel 1988, la versione di Billy Bragg e Cara Tivey della canzone, doppio single A-side accorpato alla versione dei Wet Wet Wet di With a Little Help from My Friends, raggiunse la prima posizione in classifica in Gran Bretagna.
- Nel 1992, i Big Daddy registrarono una versione stile anni Cinquanta del brano nella loro rilettura in chiave Fifties di Sgt. Pepper, Big Daddy – Sgt. Pepper's.
- Nel 1994, Al Jarreau pubblicò una cover del brano sul suo album dal vivo Tenderness.
- Nel 1995, McCoy Tyner reinterpretò la canzone sul CD I Got No Kick Against Modern Jazz.
- Nel 2004, Branimir Krstic, chitarrista classico e compositore , arrangiò e eseguì la canzone sull'album Sgt. Pepper for Classical Guitar, la prima rilettura interamente classica di Sgt. Pepper.
- Nel 2004, Larry Coryell ne incise una versione per chitarra acustica sul suo album Tricycles.
- Nel 2005, Brad Mehldau e il suo trio ne eseguirono una cover sul loro album Day is Done.
- Nel 2007, Les Fradkin pubblicò una versione strumentale del brano sul CD Pepper Front To Back.
- Nel 2007, i The Magic Numbers ri-registrarono la canzone per It Was 40 Years Ago Today, uno special televisivo nel quale artisti contemporanei registravano le canzoni di Sgt. Pepper's, utilizzando lo stesso studio, gli stessi tecnici e le medesime tecniche di registrazione dell'epoca.
- Nel 2007, Brian Wilson eseguì il brano durante il suo spettacolo That Lucky Old Sun: A Narrative, che debuttò al Royal Festival Hall di Londra.
- Nel 2008, la band australiana degli Human Nature reinterpretò la canzone sull'album A Symphony of Hits.
- Nel 2009, Gli Easy Star All-Stars hanno pubblicato la canzone nel loro disco cover Easy Star's Lonely Hearts Dub Band.